# بلدة أومرو (ويسكونسن)
أومرو (بالإنجليزية: Omro (town), Wisconsin)‏ هي بلدة تقع بولاية ويسكونسن في الولايات المتحدة. تبلغ مساحتها 91.8 (كم²)، وترتفع عن سطح البحر 231 م، بلغ عدد سكانها 2116 نسمة في عام 2010 حسب إحصاء مكتب تعداد الولايات المتحدة .

## وصلات خارجية
- www.townofomro.us
- The US50 - Cities and Towns in Wisconsin State
- Wisconsin Cities and Towns, Facts, Map, Flag, Colleges, Government, and More